# 新世界狂歡
《新世界狂歡》是由PINKCORE發行，為遊戲工作室Infinity Alpha和侍達遊戲合作開發的BL電子角色扮演遊戲，於2022年2月24日上市，日文版在2022年8月22日於FANZA GAMES推出。

## 製作
《新世界狂歡》是台灣的遊戲工作室Infinity Alpha和侍達遊戲合作開發的BL電子角色扮演遊戲，遊戲支援繁體中文、簡體中文、英文、日文和韓文五种界面语言，並且有日語配音。在正式上市前，遊戲先是於2022年2月12日、13日參與台灣同人誌販售會，之後於2月24日上市。

## 遊戲內容

### 遊戲機制
在《新世界狂歡》中，玩家可以消耗能量進行主線劇情或支線劇情，劇情中角色圖像為全動態演出。在劇情中，玩家可能會需要進行戰鬥。戰鬥採回合制進行，玩家可選擇最多五位角色編成隊伍，並控制角色擊敗對手。遊戲設有爆衣系統，當角色在戰鬥中承受過多傷害時，衣物會破裂並導致裸露。戰鬥獲勝後取得的戰利品可用於強化角色的能力，或解鎖特定角色的劇情，這些劇情可能涉及性行為，圖像均無馬賽克，但也可以系統設定中將圖像調整成黑影，以利在公眾場合進行遊戲。

### 情節
主角伊得是情趣用品設計師，在某個加班的夜晚，他打開客戶寄來的包裹，並觸碰到裡面的「霓虹寶石」，隨即被傳送到異世界的卡萊因大陸，迎接他的是吸血鬼艾斯特和淫魔墨菲。從艾斯特和墨菲的談話中，伊得得知兩人是大魔法師休伊的使魔，但休伊如今下落不明，世界也失去平衡，導致魔物肆虐、天災不斷，而自己是被兩人召喚過來的，並且可能是休伊的後代。伊得一邊熟悉這個世界的規則，一邊探尋回到原本世界的方法，而在此期間他也邂逅許多各具特色的美男子，並與他們發生性關係，藉此補充枯竭的魔力或消耗旺盛的魔力。

## 登場角色
伊得（エイト/Eiden 配音：刺草ネトル、咲尽ユウ(幼年)）
本作主角，原本在現實世界的工作是情趣用品設計師，被霓虹寶石召喚到異世界。被認為是大魔法師休伊的後代，身上擁有強大的魔力，但不會使用魔法。
實際上是休伊在最後一次進行汰換時，隨著霓虹寶石將「魔力」與「生命力」轉移至現實世界而誕生的部份。因為本來就屬於卡萊因大陸，所以本質上是「回到」這個世界並產生歸屬感。
艾斯特（エスター/Aster 配音：鹿代風斗）
大魔法師休伊製造的使魔，喜歡透過吸血來獲得魔力的吸血鬼，對魔力需求較旺盛。擅長經商活動，同時收集了不少有關貴族之間的資訊，擁有自己的宅邸，資產非常龐大。
墨菲（モルフィス/Morvay 配音：棗田悠斗）
大魔法師休伊製造的使魔，喜歡透過性交來獲得魔力的淫魔，對魔力需求較旺盛。擅長情報收集，個性單純而常被艾斯特捉弄。
八雲（やくも/Yakumo 配音：佐和真中）
契約眷屬之一，真身是小蛇怪，祖先是曾造成災禍的大蛇，在情緒激動時身後會冒出大量的黑蛇。被光之區域的一對老夫妻收養，料理的水準很高。
艾德蒙特（エドモント/Edmond 配音：二枚貝ムール）
契約眷屬之一，在卡萊因王國騎士團中擔任副團長一職。出身於貴族，劍術和儀態高超，原本很排斥使用魔法，在和伊得修復祭壇寶石後改變了看法。
奧利文（オリビン/Olivine 配音：一夜愛）
契約眷屬之一，在水之區域的聖堂擔任祭司一職，受到許多信眾的愛戴。雖然總說著要為聖堂付出，但因為壓抑著自身的慾望而感到痛苦，認為伊得是把他解救出來的恩人。
崑西（ケシー/Quincy 配音：大島哲）
契約眷屬之一，生活在木之區域的野外，被部落的居民忌諱著。習慣獨來獨往，不喜歡麻煩的事，對睡眠的需求旺盛。養著一隻白鼬，被伊得取名為托帕。
玖夜（くや/Kuya 配音：四ツ谷 サイダー）
契約眷屬之一，真身是擁有強大魔力的狐妖，生活在木之區域的深處，被森林的野獸和妖族敬畏著。擅長使用幻術，喜歡支配和迷惑他人。原本很討厭伊得，認為沒有資格擔任大魔法師而想殺死伊得，但因其敢言的性格和捨身相助有了些許的好感。
可爾（ガル/Garu 配音：黒井勇）
契約眷屬之一，真身是狼妖，在死地流浪著。在伊得和同伴走散時被發現，之後認伊得為主人，性格非常單純，喜歡被伊得命令。有雙重人格，另一個人格叫做凱爾，總想著要征服人類，稱伊得為奴隸一號，兩個人格可以互相溝通，雖然常說要取代可爾成為主要人格，但非常珍惜彼此，也經常為可爾打抱不平。
曾被魔學委員會捕捉作為實驗體，受到非人道待遇而強迫化形並產生第二人格凱爾，實驗進行時由凱爾代替可爾承受痛苦，被救出後失去了過去的記憶。
布儡（ブレイド/Blade 配音：二枚貝ほっき）
契約眷屬之一，來自海外塞厄大陸的魔人偶，原本是以暗殺休伊為目標的人形儀。被休伊制伏後命令其觀察死地的變化，喜歡收集自認為可愛的東西和從書上學習各種知識。原本以為擁有相似魔力的伊得就是休伊，但發現不是後改稱其達令。
啖天（エンテン/Dante 配音：柊三太）
契約眷屬之一，在火之區域的太陽城擔任城主，家族與火之元素精靈簽訂契約，身上的圖紋即是契約證明，需以性命守護火之區域。性格較傲慢且自尊心高，不容許自己的治理方針被他人質疑。曾因與伊得意見不合而產生衝突，但在維護祭壇寶石後有所改善。
歛（レイ/Rei 配音：切木Lee）
契約眷屬之一，突然出現於眾人面前的神祕眷屬，遊歷過諸多地方而掌握了不少情報。在水之區域的森林裡有自己的小屋，帶著一隻被他稱為「老爸」的報喪鬼鴞。行事風格我行我素，非常執著於研究魔力和各種感興趣的事物，在遵循自身信念的情況下，為達目的會有些不擇手段，甚至會以自身進行實驗。因不明原因，魔力偶爾會出現異常而帶來強烈的痛苦。
曾經是王室成員並參與過魔學委員會，與收留可爾的老爺爺夏佐是好友，救出可爾後以自己作為誘餌引開魔學委員會的其他成員，與凱爾約定不能將實驗的一切經歷告訴可爾。「斂」只是曾經的任務代號，已經不再使用真名。
環（リン/Rin 配音：深川绿）
魔力低微卻能控制魔獸，行蹤成謎的神秘男子。稱呼伊得為「哥哥」，有着和伊得極其相似的面貌，在伊得修復祭壇時不斷阻撓，聲稱一切都是為了避免伊得發生不幸才這麼做。
實際上是休伊在最後一次進行汰換時，無法轉移至現實世界的關於「魔力知識」和「過往記憶」留在卡萊因大陸而誕生的部份。誕生時就已經知道自己存在的意義，一直透過休伊留下的魔法鏡觀察著轉生至現實世界的伊得，認為伊得應該在現實世界度過自己的人生，回到卡萊因大陸維護祭壇就會步上休伊的後塵而變得不幸。
休伊（はしと/Huey 配音：ししゃも）
被卡萊因大陸的人們稱為「大魔法師」，四處遊走於卡萊因大陸各處，巡視並維護寶石祭壇，但已失蹤多年。
本身是卡萊因大陸各處的元素精靈因為思念神而產生的意念體，軀體作為儲存神力的容器，使命是調和魔力守護世界，避免卡萊因大陸再次變成死地。設置祭壇後運用自己的力量製作了許多道具和器物，並與擁有魔力天賦的人和妖族締結契約，讓他們成為眷屬。每隔數百年會回到闇之區域的祭壇進行汰換，產生新的軀體並將魔力、知識和記憶轉移過去（但不會保留任何的情感），據稱這個循環已經重複了無數次。
在最後一次循環中，創造了艾斯特和墨菲而被稱為「大魔法師」，並開始思考自己存在的意義和其他的可能性。在闇之區域某處洞穴發現了通往現實世界的縫隙，在汰換前試著重生到現實世界，不斷嘗試後發現只有魔力和生命力能穿越縫隙，於是將自己一分為二，將「魔力」和「生命力」轉移到現實世界（伊得），「魔力知識」和「過往記憶」則留在卡萊因大陸（環）。

## 迴響
《新世界狂歡》推出首周內，下載量便超過100萬次，一個月內超過200萬次。由於遊戲中只有超級稀有角色才有色情動畫，而這些角色又不易獲取，因此在推出後不久，玩家社群之間開始出現交換角色色情圖像的行為，而也有玩家認為此舉會降低玩家的消費意願，進而縮短遊戲壽命。另外也有網友擔憂未成年人接觸此遊戲後可能導致的風險。

## 外部連結
- 《新世界狂歡》官方網站